# Demi-réaction
 (février 2020).
Si vous disposez d'ouvrages ou d'articles de référence ou si vous connaissez des sites web de qualité traitant du thème abordé ici, merci de compléter l'article en donnant les références utiles à sa vérifiabilité et en les liant à la section « Notes et références ».
Une demi-réaction est la composante de réaction soit d'oxydation soit de réduction d'une réaction redox. Une demi-réaction est obtenue en considérant le changement des états d'oxydation des substances individuelles impliquées dans la réaction redox.
Souvent, le concept de demi-réactions est utilisé pour décrire ce qui se produit dans une cellule électrochimique, telle qu'une batterie de cellule galvanique. Des demi-réactions peuvent être écrites pour décrire à la fois le métal subissant une oxydation (connu sous le nom d'« anode ») et le métal subissant une réduction (connu sous le nom de « cathode »).
Les demi-réactions sont souvent utilisées comme méthode pour équilibrer les réactions redox. Pour les réactions d'oxydoréduction dans des conditions acides, après avoir équilibré les atomes et les nombres d'oxydation, il faut ajouter des ions H+ pour équilibrer les ions hydrogène dans la demi-réaction. Pour les réactions d'oxydoréduction dans des conditions basiques, après avoir équilibré les atomes et les nombres d'oxydation, on le traite d'abord comme une solution acide, puis on ajoute des ions HO− pour équilibrer les ions H+ dans les demi-réactions (ce qui donnerait H2O).

## Exemple: cellule galvanique Zn et Cu

Pile galvanique.

On considère la cellule galvanique montrée dans l'image adjacente : elle est construite avec une plaque de zinc (Zn) immergé dans une solution de sulfate de zinc (ZnSO4) et une plaque de cuivre (Cu) immergé dans une solution de sulfate de cuivre (II) (CuSO4). La réaction globale est :
Zn (s) + CuSO4 (aq) → ZnSO4 (aq) + Cu (s).
À l'anode Zn, l'oxydation a lieu (le métal perd des électrons). Ceci est représenté dans la demi-réaction d'oxydation suivante (à noter que les électrons sont du côté des produits) :
Zn (s) → Zn2+ + 2e−.
À la cathode Cu, la réduction a lieu (les électrons sont acceptés). Ceci est représenté dans la demi-réaction de réduction suivante (à noter que les électrons sont du côté des réactifs) :
Cu2+ + 2e− → Cu (s).

## Exemple: oxydation du magnésium

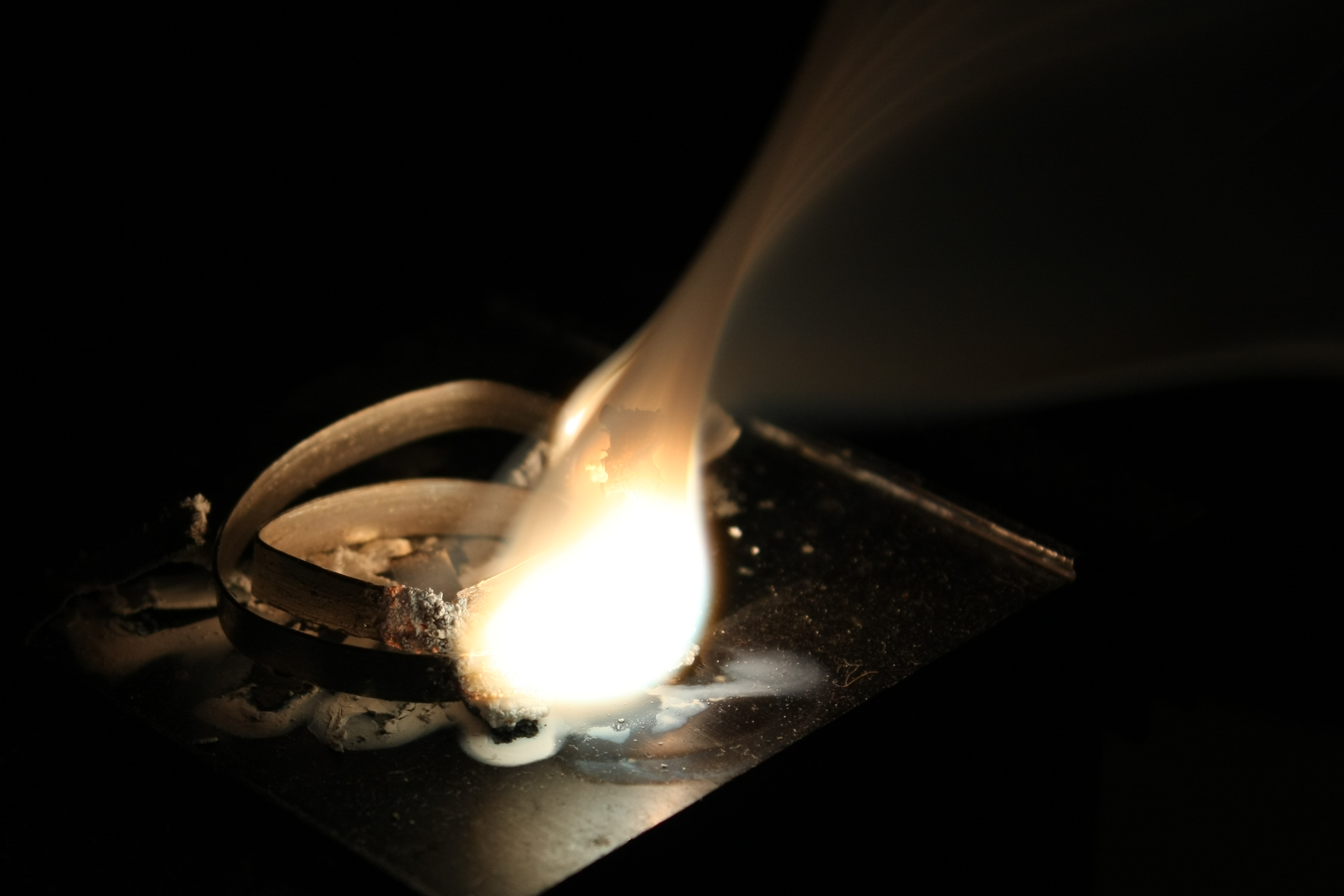
Photographie d'un ruban de magnésium en feu avec une exposition très courte pour obtenir des détails d'oxydation.

On prend l'exemple de la combustion du ruban de magnésium (Mg). Lorsque le magnésium brûle, il se combine avec le dioxygène (O2) de l'air pour former de l'oxyde de magnésium (MgO) selon l'équation suivante :
2Mg (s) + O2 (g) → 2MgO (s).
L'oxyde de magnésium est un composé ionique contenant des ions Mg2+ et O2−, tandis que Mg (s) et O2 (g) sont des éléments sans charges. Le Mg (s) avec une charge nulle gagne une charge +2 allant du côté réactif au côté produit, et l'O2 (g) avec une charge nulle gagne une charge −2. En effet, lorsque Mg (s) devient Mg2+, il perd deux électrons. Puisqu'il y a deux Mg sur le côté gauche, un total de quatre électrons sont perdus selon la demi-réaction d'oxydation suivante :
2Mg (s) → 2Mg2+ + 4e−.
En revanche, l'O2 a été réduit : son état d'oxydation passe de 0 à −2. Ainsi, une demi-réaction de réduction peut être écrite pour l'O2 car il gagne quatre électrons :
O2 (g) + 4e− → 2O2−.
La réaction globale est la somme des deux demi-réactions :
2Mg (s) + O2 (g) + 4e− → 2Mg2+ + 2O2− + 4e−.
Lorsqu'une réaction chimique, en particulier une réaction redox, a lieu, nous ne voyons pas les électrons tels qu'ils apparaissent et disparaissent au cours de la réaction. Ce que nous voyons, ce sont les réactifs (matière première) et les produits finaux. Pour cette raison, les électrons apparaissant des deux côtés de l'équation sont annulés. Après l'annulation, l'équation est réécrite comme :
2Mg (s) + O2 (g) → 2Mg2+ + 2O2−.
Deux ions, positif (Mg2+) et négatif (O2−) existent côté produit et se combinent immédiatement pour former un oxyde de magnésium (MgO) en raison de leurs charges opposées (attraction électrostatique). Dans toute réaction d'oxydoréduction donnée, il existe deux demi-réactions : une demi-réaction d'oxydation et une demi-réaction de réduction. La somme de ces deux demi-réactions est la réaction d'oxydoréduction.

## Méthode d'équilibre par demi-réaction
On considère la réaction ci-dessous :
Cl2 + 2Fe2+ → 2Cl− + 2Fe3+.
Les deux éléments impliqués, le fer et le chlore, changent chacun l'état d'oxydation ; fer de +2 à +3, chlore de 0 à − 1. Il se produit alors effectivement deux demi- réactions. Ces changements peuvent être représentés dans des formules en insérant des électrons appropriés dans chaque demi-réaction :
Fe2+ → Fe3+ + e− ;
Cl2 + 2e− → 2Cl−.
Étant donné deux demi-réactions, il est possible, en connaissant les potentiels d'électrodes appropriés, d'arriver à la réaction complète (originale) de la même manière. La décomposition d'une réaction en demi-réactions est essentielle pour comprendre une variété de processus chimiques. Par exemple, dans la réaction ci-dessus, on peut montrer qu'il s'agit d'une réaction redox dans laquelle Fe est oxydé et Cl est réduit. À noter le transfert d'électrons de Fe à Cl. La décomposition est également un moyen de simplifier l'équilibrage d'une équation chimique. Un chimiste peut équilibrer les atomes et équilibrer les charges une pièce d'équation à la fois.
Par exemple :
- Fe2+ → Fe3+ + e− devient 2Fe2+ → 2Fe3+ + 2e− ;
- est ajouté à Cl2 + 2e− → 2Cl− ;
- et devient finalement Cl2 + 2Fe2+ → 2Cl− + 2Fe3+.

Il est également possible et parfois nécessaire d'envisager une demi-réaction dans des conditions basiques ou acides, car il peut y avoir un électrolyte acide ou basique dans la réaction redox. En raison de cet électrolyte, il peut être plus difficile de satisfaire l'équilibre des atomes et des charges. Cela se fait par addition d'H2O, HO−, e− et H+ ou de part et d'autre de la réaction jusqu'à ce que les atomes et les charges sont équilibrées.
On considère la demi-réaction ci-dessous :
PbO2 → PbO.
HO−, H2O et e− peuvent être utilisés pour équilibrer les charges et les atomes dans des conditions basiques, tant qu'il est supposé que la réaction se déroule dans l'eau.
2e− + H2O + PbO2 → PbO + 2HO−.
On considère à nouveau la demi-réaction ci-dessous :
PbO2 → PbO.
H+, H2O et e− peuvent être utilisés pour équilibrer les charges et les atomes dans des conditions acides, tant qu'il est supposé que la réaction se déroule dans l'eau.
2e− + 2H+ + PbO2 → PbO + H2O.
À noter que les deux côtés sont à la fois équilibrés en charge et équilibrés en atomes.
Souvent, il y aura à la fois H+ et HO− présents dans des conditions acides et basiques mais que la réaction résultante des deux ions produira de l'eau (illustrée ci-dessous) :
H+ + HO− → H2O.